# Paradoxe de Codman
Pour les articles homonymes, voir Codman.
Le paradoxe de Codman est un paradoxe relié au mouvement du bras. Le paradoxe a été énoncé par le chirurgien américain Ernest Amory Codman (en).

## Définition
C'est dans son livre The Shoulder… que Codman parle de son paradoxe, et le décrit ainsi :
1. Si, partant de la position de référence du membre supérieur, pendant verticalement le long du corps, la paume de la main appliquée contre la cuisse, le pouce se dirigeant vers l’avant (petite flèche rouge),
2. On effectue d’abord, membre supérieur étendu, une abduction de 180° (grande flèche rouge) dans le plan frontal, le portant jusqu’à la verticale,
3. Puis, à partir de cette position, on ramène le membre vers le bas, dans le plan sagittal, c’est-à-dire vers l’avant, (deux flèches rouges) en effectuant une extension relative de 180°,
4. Le membre supérieur se retrouve alors dans sa position initiale, mais, fait important, la paume  « regarde en dehors » et le pouce est dirigé vers  l’arrière,
5. Il s’est donc produit, sans qu’on en ait conscience, une rotation interne de 180° du membre supérieur sur son axe longitudinal : c’est ce qui, selon Codman constitue le paradoxe… !
6. Si, partant pouce en avant, on essaie de faire le parcours à l’envers : d’abord flexion de 180° vers l’avant, puis descente sur le côté dans le plan frontal, on ne peut revenir le long du corps pouce en arrière, par insuffisance de rotation externe, due au blocage ligamentaire,
7. Par contre, il est possible de partir pouce en arrière, en flexion première, puis redescendre sur le côté de revenir à la position initiale, pouce en avant : c’est le mouvement inverse de celui décrit en premier.
8. Il est impossible de commencer une deuxième fois une abduction si le pouce est dirigé vers l’arrière, là encore, en raison de blocage ligamentaire.

## Explication rationnelle de ce paradoxe
- Si vous ne connaissez pas le sujet, laissez ce bandeau (vous pouvez alors contacter les auteurs).
- Si vous supprimez le contenu mis en cause (vous pouvez préalablement contacter les auteurs),

argumentez précisément cette suppression dans la page de discussion
(un manque de référence n'est pas un argument ; une recherche réelle de référence doit avoir été effectuée, être formellement documentée).
Codman n’a pas su expliquer ce phénomène, parce qu'il est resté « prisonnier » de la géométrie euclidienne, c'est-à-dire la Géométrie dans le plan ; mais il est possible de le faire de façon très simple en ayant recours à la géométrie en espace courbe, c’est-à-dire à la géométrie non euclidienne, telle qu’elle a été décrite et développée par Gauss, Riemann et Nikolaï Ivanovitch Lobatchevski, dans laquelle les parallèles n'existent plus. 
Dans un plan, la somme des angles d’un triangle est égale à deux angles droits, c’est-à-dire 180°, ceci n’est plus vrai dans un espace courbe, sur une sphère par exemple (Figure 1 : sphère  réséquée d'un secteur d’espace à base triangulaire tri-rectangle).
Sur le globe terrestre, on peut tracer deux méridiens partant de l’équateur vers le pôle nord, par exemple, le méridien 0, dit de « Greenwich » et le méridien +90°, qui passe par Rangoon. Ces deux méridiens sont, par définition, perpendiculaires à l’équateur, donc parallèles entre eux, au départ. Mais dans un espace courbe, non euclidien, les parallèles n’existent pas, donc ces deux méridiens se rejoignent au pôle nord, où ils forment entre eux un angle de 90°.
On peut faire, à domicile, la même expérience sur une orange, ou un melon: on découpe ainsi un secteur d’un huitième de sphère dont le triangle de base est un triangle rectangle: la somme de ses angles dépasse de 90° la somme des angles d’un triangle dans le plan. C’est le cas de toutes les surfaces à courbure positive, comme la sphère, mais sur les surfaces à courbure négative (Figure 2 : triangle dessiné sur une surface à courbure négative) comme une selle de cheval où les courbures sont inversées, la somme des angles d’un triangle est inférieure à 180°.

## Illustration
Faisons une expérience « de pensée » (Figure 3 : expérience du voyageur des deux pôles), Einstein en a fait plusieurs et celle-ci permet d’expliquer de façon intuitive ce phénomène de rotation inconsciente :
- Supposons un homme (bonhomme bleu) partant du pôle sud, vers le nord, sur le méridien +90°,
- Lorsqu’avec bien de la peine, il parvient au pôle nord, il n’en a pas fini pour autant,
- On va lui demander de retourner jusqu’au pôle sud mais à deux conditions : d’abord il devra suivre le méridien 0°, et surtout, et c’est là où il ne peut s’agir que d’une expérience « de pensée », il devra faire ce chemin sans tourner de 90°, pour marcher « de face ». Il devra, au contraire, marcher de côté, « en crabe », en progressant vers sa gauche (bonhomme rose),

- Lorsqu’après ce très pénible parcours, il aura rejoint le pôle sud, il se retrouvera dos à dos avec sa position de départ. Il aura donc tourné sur lui-même de 180°, sans en avoir eu conscience !
- On peut, plus simplement, faire la même expérience avec trois fourchettes sur un melon : la première planté au pôle sud, la deuxième au pôle nord après son chemin droit devant elle sur le méridien +90°, et le troisième, se déplaçant de côté, sur le méridien 0° : les deux fourchettes du pôle sud sous adossées l’une à l’autre.
- En additionnant les angles de deux triangles tri-rectangles, le vert et le jaune, on obtient une somme de 6 x 90=540°, dépassant de 180° les 360° admis dans le plan…

Dans cette expérience « de pensée », le point important, c’est que l’homme parvenu au pôle nord ne tourne pas sur lui-même de 90° pour redescendre vers le pôle sud en marchant de face.
Dans la manœuvre de Codman, il en est de même : l’articulation de l’épaule a donc été utilisée comme une articulation à deux axes et deux degrés de liberté.
On retrouve ici les définitions établies par Mac Connaill :
Dans les articulations à deux degrés de liberté, la rotation longitudinale sur le troisième axe est automatique, donc involontaire. Il la nomme « Rotation Conjointe ».
Elle résulte de la composition des mouvements autour des deux axes, mouvement dit "diadochal". C’est le fonctionnement des articulations du Type « Cardan », telle qu'elle a été inventée par un mathématicien de la Renaissance, Gerolamo CARDANO (1501-1576) et dont la première utilisation a été la suspension des Boussoles (Figure 4 : « Compas » du porte-avion américain « Intrepid » devenu musée dans le port de New York), ce qui les rendait insensibles au roulis et au tangage.

## Conclusion
Le « secret » dans l'explication de ce « pseudo paradoxe », c'est de comprendre que dans cette manœuvre, l'épaule, articulation à trois axes et trois degrés de liberté, est vue comme une articulation à deux axes, c'est-à-dire comme un « cardan ».
Si l'épaule était vraiment un « cardan », il serait impossible de nager, c'est-à-dire faire des mouvements identiques, et indéfiniment répétés, comme dans la natation, qu'on qualifie de « Cycle ergonomique » (Figure 5). 
Mais l'épaule, grâce à ses trois axes, dispose d'un degré de liberté supplémentaire, la "rotation adjointe" de Mac Connaill, qui permet de compenser la rotation automatique du paradoxe de Codman, et d'éviter ainsi le blocage, constaté lorsqu'on veut répéter une deuxième fois la même manœuvre.
Grâce au recours à la géométrie courbe, le Paradoxe de Codman n'existe plus…